# 698. grenadirski polk (Wehrmacht)
698. grenadirski polk (izvirno nemško 698. Grenadier-Regiment; kratica 698. GR) je bil pehotni polk Heera v času druge svetovne vojne.

## Zgodovina
Polk je bil ustanovljen 15. oktobra 1942 in dodeljen 342. pehotni diviziji. Uničen je bil januarja 1945.
Ponovno je bil ustanovljen marca 1945.